# Anscar Chupungco
Anscar Chupungco OSB, właśc. Jose Herminio Javier Chupungco (ur. 10 listopada 1939 w Cainta, zm. 9 stycznia 2013 w Malaybalay) – filipiński benedyktyn, teolog liturgista, rektor Papieskiego Instytutu Liturgicznego w latach 1986–1990.

## Biografia
Jose Herminio Javier Chupungco urodził się w Cainta na wyspie Luzon na Filipinach 10 listopada 1939 roku. W 1958 roku wstąpił do benedyktynów w Opactwie Matki Bożej z Montserrat w Manili, gdzie przyjął imię zakonne Anscar. Studiował filozofię i teologię na Uniwersytecie Świętego Tomasza. W 1965 roku przyjął święcenia kapłańskie. Został skierowany na studia doktoranckie z liturgiki na Papieski Instytut Liturgiczny Świętego Anzelma w Rzymie. W latach 1986–1990 o. Chupungco był rektorem Papieskiego Instytutu Liturgicznego. Służył jako konsultor watykańskiej Kongregacji ds. Kultu Bożego i Dyscypliny Sakramentów. Był sekretarzem Komisji Liturgicznej Episkopatu Filipin. Był zaangażowany w tworzenie Mszału dla Filipin. Wraz z kard. Gaudencio Rosalesem założył Instytut Liturgiczny im. Pawła VI w Malaybalay. Ojciec Chupungco założył Podyplomową Szkołę Liturgii przy prowadzonym przez benedyktynów w Manili Uniwersytecie Świętego Bedy. Był autorem wielu opracowań dotyczących liturgii, m.in. głównym redaktorem pięciotomowego podręcznika do studiów liturgicznych przygotowanego przez środowisko Papieskiego Instytutu Liturgicznego.
W 2011 roku Federacja Diecezjalnych Komisji Liturgicznych Stanów Zjednoczonych Ameryki uhonorowała o. Chupungco Nagrodą im. ks. Fredericka McManusa. O. Chupungco Zmarł na zawał mięśnia sercowego w Malaybalay 9 stycznia 2013 roku. Został pochowany na katolickim cmentarzu La Loma.

## Poglądy
Jako liturgista o. Chupungco specjalizował się w sprawach związanych z inkulturacją w odniesieniu do liturgii katolickiej. Krytykował stan posoborowej reformy liturgicznej. Opowiadał się za decentralizacją rytu rzymskiego. Postulował otwartość na powstawanie rytów lokalnych. Jego zdaniem jedno misterium liturgii powinno być wyrażane przez słowa i znaki właściwe dla poszczególnych kultur. Postulował otwarcie dyskusji nad bardzo szeroką inkulturacją, również w sprawie materii Eucharystii.

## Publikacje
- A.J. Chupungco-Keith F. Pecklers, What, Then, Is Liturgy?: Musings and Memoir, Liturgical Press, 2010.
- A.J. Chupungco (ed.), Handbook for Liturgical Studies, Volume I: introduction to the liturgy, The liturgical press, Collegeville 1997.
- Anscar J. Chupungco, Keith F. Pecklers, Wilton D. GregoryLiturgy for the New Millennium: A Commentary on the Revised Sacramentary : Essays in Honor of Anscar J. Chupungco, Liturgical Press, 2000.
- A.J. Chupungco, The Prayers of the New Missal: A Homiletic and Catechetical Companion, Liturgical Press, 2013.
- Anscar J. Chupungco, The cosmic elements of Christian Passover, Editrice Anselmiana, 1977.
- A.J. Chupungco, Meditations on the Mass, Claretian Publications, 1964,
- A.J. Chupungco, Scienza liturgica, Manuale di liturgia, I: Introduzione alla liturgia, Piemme, Casale Monferrato, 1998.
- A.J. Chupungco, L'adattamento della liturgia tra culture e teologia, Piemme, Casale Monferrato, 1985.

### Publikacje dotyczące inkulturacji
- A.J. Chupungco, Cultural Adaptation of the Liturgy, New York 1982.
- A.J. Chupungco, «Inculturazione liturgica», in Liturgia, ed. D. Sartore-A.M. Triacca-C. Cibien, Cinisello, 952-968.
- A.J. Chupungco,«L’adaptation liturgique», in Mens concordet voci pour Mgr A.G. Martimort à l’occasion de ses 40 années d’enseignement et des 20 ans de la Constitution Sacrosanctum Concilium, Paris 1983, 338-348.
- A.J. Chupungco, «L’adattamento dell’anno liturgico: principi e possibilità», in L’anno liturgico: storia, teologia e celebrazione, ed. S. Marsili e alii (Anàmnesis 4), Genova 1988, 306.
- A.J. Chupungco, «Liturgia e inculturazione», in Scientia liturgica, vol. 2: Liturgia fondamentale, red. A.J. Chupungco, Casale Monferrato 1998, 345-386.
- A.J. Chupungco, «The magna carta of liturgical adaptation», Notitiæ 14 (1978) 75-89.
- A.J. Chupungco, «The place of sunday in the liturgical year», Ecclesia Orans 1 (1984) 133-151.
- A.J. Chupungco, Liturgical inculturation: Sacramentals, Religiosity, and Catechesis, Collegeville MN 1992.
- A.J. Chupungco, Liturgie del futuro. Processo e metodi dell’inculturazione (“Dabar” Saggi teologici 43), Genova 1991.
- A.J. Chupungco, Liturgies of the Future: The Process and Methods of inculturation, Mahwah 1989.
- A.J. Chupungco, «A Historical Survey of Liturgical Adaptation», Notitiæ 17 (1981) 28-43.
- A.J. Chupungco, «Feste liturgiche e stagioni dell’anno», Concilium 17 (1981) 249-260.
- A.J. Chupungco, «Greco-Roman Culture and Liturgical Adaptation», Notitiæ 15 (1979) 202-218.
- A.J. Chupungco, «Inculturazione e liturgia: i termini del problema», Rivista Liturgica 82 (1995) 361-385.
- A.J. Chupungco, «Inculturazione e partecipazione attiva nella Sacrosanctum Concilium», w “Actuosa Participatio”. Conoscere, comprendre e vivere la liturgia. Studi in onore del prof. Domenico Sartore, edd. A. Montan-M. Sodi (Monumenta Studia Instrumenta Liturgica 18), Città del Vaticano 2002, 123-136.
- A.J. Chupungco, «L’année liturgique: l’évangile à la rencontre des cultures», La Maison Dieu 263 (2010) 47-75.
- A.J. Chupungco, «The place of Culture in the Study of Liturgy», Seminarium 24 (1985) 256-265.
- A.J. Chupungco, A Church caught between Tradition and progress, Notre Dame IND 1995.
- A.J. Chupungco, Liturgical Inculturation, The Future That Awaits Us.